# Meister mit dem Brustlatz

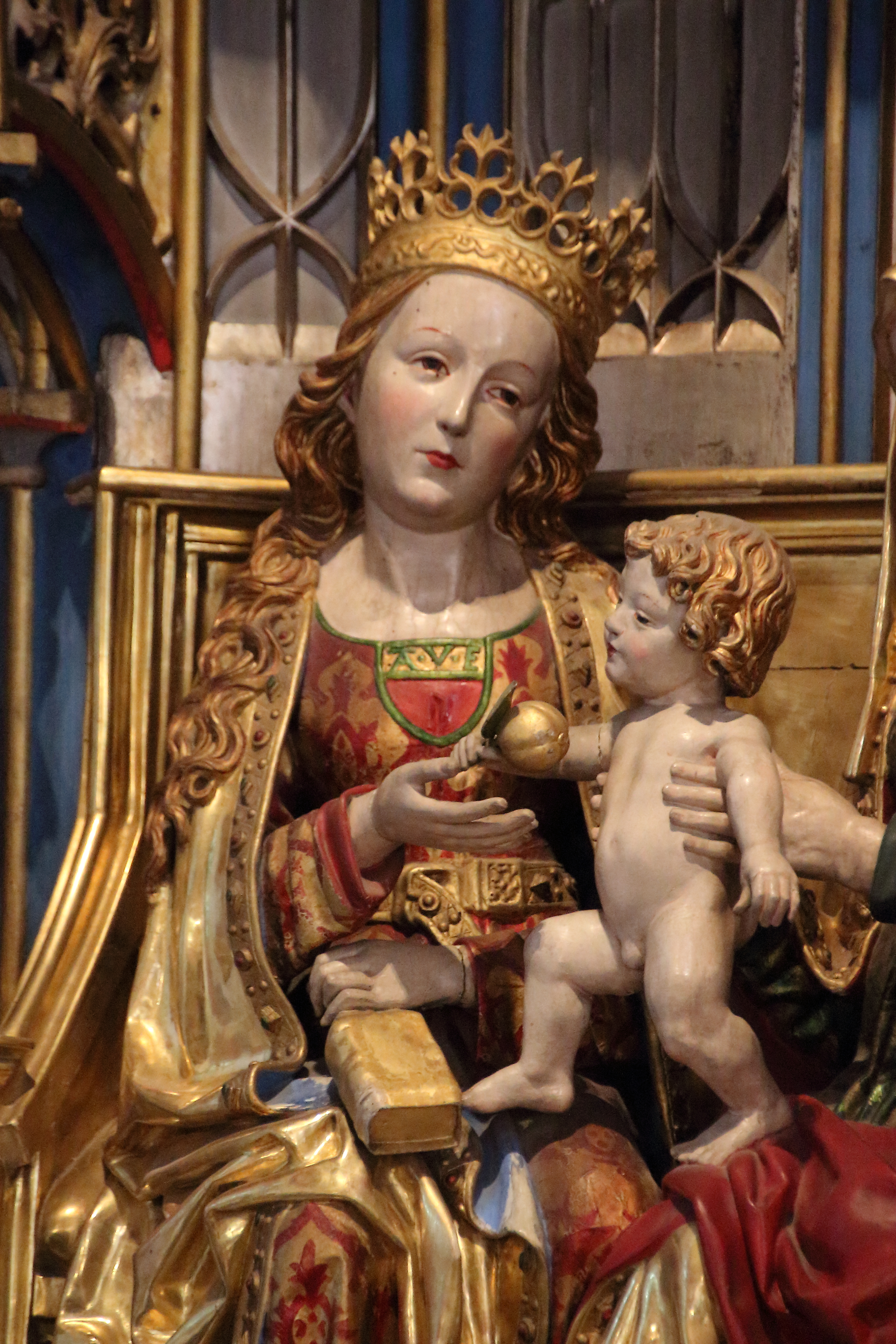
Detail der Anna-selbdritt-Gruppe. Johannesaltar, St. Valentinus, Kiedrich

Meister mit dem Brustlatz ist der Notname eines mittelrheinischen, spätgotischen Künstlers und Holzbildhauers, dessen Wirkungszeit zwischen 1486 und 1515 lag. Seine Werkstatt wird in Mainz oder im Mainzer Raum vermutet.

## Leben und Werk
Zum Ende des 15. Jahrhunderts entstanden am Mittelrhein Werke von Künstlern und ihren Werkstätten, die den Übergang der Spätgotik in die Renaissance markieren. Zu ihnen zählen die Werke des Meisters mit dem Brustlatz, dessen weibliche Heiligenstatuen sich überwiegend durch einen zierenden Brustlatz über dem Dekolleté auszeichnen. Der daraus abgeleitete Name wurde 1925 von der Kunsthistorikerin Grete Tiemann eingeführt.
Besonders reich an Werken des Brustlatzmeisters und seiner Werkstatt ist die Kirche St. Valentinus in Kiedrich im Rheingau. Im dortigen Retabel des Johannesaltars weisen die Lindenholz-Figuren der Anna-selbdritt-Gruppe und insbesondere die namensgebenden Figuren des Evangelisten Johannes und Johannes des Täufers in der Ausgestaltung individueller Wesenzüge sowie der Körperbildung über die Kunst der Spätgotik hinaus. Weitere, einfacher gehaltene Heiligenfiguren im Gesprenge des Altars sowie in der Kirche werden hingegen der Werkstatt des Meisters zugeordnet.
Die Kirche St. Markus in Erbach im Rheingau verfügt mit der Schnitzfigur des Evangelisten Markus am Schreibpult über ein Hauptwerk des Meisters. Der schreibende Markus verkörpert eine humanistische Gelehrsamkeit, eine geistige Strömung, die typisch war für das ausgehende Spätmittelalter.
Die der Werkstatt des Meisters mit dem Brustlatz zugeordneten Werke zeigen einen kennzeichnenden Kanon an Typen und Formen, beispielsweise hinsichtlich der Schemata von Gewändern oder der weitgehend starren gotischen Körperbildung. Ein einmal herausgebildeter Typus wird immer wieder verwendet, jedoch erfahren einmal gefundene Formen eine Entwicklung. Im Laufe wird die Körperbildung der Figuren weniger hart, die Stoffbildung der Gewänder nicht mehr eckig und scharf, sondern schwungvoller, anmutiger und runder – eine Entwicklung, die besonders augenscheinlich wird bei einem Vergleich der Selbdritt-Gruppen aus Hamburg, Kiedrich und Limburg. Ein Heraustreten aus spätgotischen Traditionen ist dem Meister jedoch nicht zuzuschreiben.
Innerhalb der mittelrheinischen Plastik gab es um diese Zeit wahrscheinlich Verbindung zum Bildhauer Hans Backoffen.

## Werkauswahl
Die Auswahl an Werken unterliegt einer ungefähren zeitlichen Reihenfolge.
- Aschaffenburg, Kapelle des städt. Krankenhauses: Mondsichelmadonna (ehemals Allerheiligenkloster Mainz-Weisenau)
- Museum Wiesbaden: Mondsichelmadonna  (ehemals Flörsheim)
- Hallgarten: Madonna (Privatbesitz)
- Presberg, St. Laurentius: Hl. Johannes, Thronende Gottesmutter.
- Rauenthal, St. Antonius der Einsiedler: Madonna
- Wien, Sammlung Figdor: Anna selbdritt
- Eltville am Rhein, St. Peter und Paul: Mondsichelmadonna
- Mainz-Finthen, St. Martin: Schutzmantelmadonna
- Hamburg,  Museum für Kunst und Gewerbe: Anna selbdritt (vielleicht aus Lorch am Rhein)
- Nieder-Olm, St. Georg: Madonna
- Großkarlbach: Hl. Katharina. St. Jakob
- Gettenau, Ev. Pfarrkirche: Hl. Antonius der Eremit, Heiliger Pilger, Kruzifix
- Eltville am Rhein, Kurfürstliche Burg: Madonna (vormals Privatbesitz)
- Landesmuseum Mainz: Hl. Margarete (ehemals Astheim)
- Kiedrich, St. Valentinus: Johannesaltar, Vortragekreuz, Hl. Sebastian, Hl. Elisabeth, Hl. Magdalena, Hl. Christophorus, Hl. Nikolaus, Hl. Jakobus im Gehäuse
- Oppenheim: Hl. Barbara, Hl. Valentinus
- Klein-Zimmern, Pfarrkirche: Hl. Valentinus, Hl. Barbara, unbekannte Heilige
- Museum Wiesbaden: Madonna, Apostel Philippus, Apostel Jakobus (ehemals Evangelische Kapelle Dasbach)
- Museum Wiesbaden: Altarreste (ehemals Walsdorf im Taunus)
- Diözesanmuseum Limburg: Doppelbüste zweier Männer, Torso einer Sitzmadonna (Madonna ehemals St. Vincentius, Hattenheim)
- Erbach (Rheingau), St. Markus: Evangelist Markus am Schreibpult
- Limburg an der Lahn, St. Anna: Anna selbdritt